# Hayato Araki
Hayato Araki (荒木 隼人, Araki Hayato), né le 7 août 1996 à Kadoma au Japon, est un footballeur international japonais. Il évolue au poste de défenseur central au Sanfrecce Hiroshima.

## Biographie

### En club
Né à Kadoma au Japon, Hayato Araki est formé par Sanfrecce Hiroshima. Il évolue ensuite à l'Université du Kansai où il officie notamment comme capitaine de l'équipe. Araki retourne ensuite au Sanfrecce Hiroshima à partir de 2019. Son choix est annoncé en juillet 2018. Il fait ses débuts le 9 mars 2019, à l'occasion d'un match de J. League 1, contre le Cerezo Osaka. Il entre en jeu ce jour-là à la place de Gakuto Notsuda et son équipe s'impose sur le score de un but à zéro.
Hayato Araki réussit une saison 2019 pleine avec un total de 34 matchs et trois buts toutes compétitions confondues.
Le 27 décembre 2020, Araki prolonge son contrat avec Sanfrecce Hiroshima.
Araki remporte l'édition 2022 de la Coupe de la Ligue japonaise en étant titularisé lors de la finale le 22 octobre 2022 contre le Cerezo Osaka. Son équipe s'impose ce jour-là par deux buts à un.
Le 6 avril 2025, il donne la victoire à son équipe lors d'une rencontre de championnat face au Cerezo Osaka en marquant le but vainqueur en fin de match (2-1 score final).

### En équipe nationale
Hayato Araki est appelé pour la première fois avec l'équipe nationale du Japon en novembre 2019, il figure sur le banc face au Venezuela sans entrer en jeu.
Araki honore finalement sa première sélection avec le Japon le 24 juillet 2022, contre la Chine. Il est titularisé et les deux équipes se neutralisent (0-0 score final).

## Palmarès
Sanfrecce Hiroshima
- Coupe de la Ligue japonaise (1) :
  - Vainqueur : 2022.